# 융합과학
융합과학(融合科學, integrated science, converging science)은 과학, 기술 및 인문사회과학 등의 세분화된 학문들의 결합, 통합 및 응용을 통하여 만들어진 새로운 과학 분야를 말한다. 문화어로는 경계과학(境界科学)이라고 한다. 20세기 중엽부터 21세기에 이르러 학문과 기술의 수렴 및 융합의 흐름이 전개되었다. 융합과학은 인문학, 사회과학, 예술, 공학, 과학 및 문화의 여러 영역들을 동일한 창조와 융합의 정신, 원리로 탐구하여 인간의 삶뿐만 아니라 인간성의 향상을 목적으로 한다. 융합과학은 나뉘어 있던 자연의 지식 영역들의 경계에 따라 각 학문을 개별적으로 연구하지 않는다. 자연이라는 하나의 대상을 각 학문이 개별적인 특성은 유지하되 각각의 요소를 모두 고려하여 통합적인 탐구를 이루어낸다. 융합과학은 융합과학기술, 학제간 과학, 통섭 등으로 나눌 수 있다.

## 분류
융합과학은 크게 융합과학기술, 학제간 과학, 통섭으로 나뉜다. 융합과학기술은 하나의 목표를 이루기 위해 각각의 분야의 기술이 합쳐져 연구하는 것을 말하며, 연구한 후에도 각각의 분야는 그 고유한 성격을 잃지 않는다. 반면 학제간 과학은 각각의 분야의 전문가들이 함께 팀을 이루어 단일학문의 범위를 벗어나는 주제에 대한 통합적인 연구를 한다. 각각의 분야가 완전히 통합되어 연구가 이루어지는 것이다. 마지막으로 통섭은 자연과학과 인문학, 사회과학을 연결하는 통합 학문 이론으로 환원주의와 반대되는 개념이다.

### 융합과학기술
융합과학기술은 각각의 기술이 하나의 목표를 이루기 위해 융합되어 연구하는 것을 말한다. 하지만, 여러 기술이 합쳐져 융합기술이 문제를 해결하고 나면, 각각의 분야가 없어지거나 흡수되지 않고 독립적으로 남아 있는 경우를 융합과학기술이라고 한다. 즉, 융합과학기술은 전문분야의 병렬적 관점으로 생각할 수 있으며 지식과 정보의 확대를 통한 학문간 교류라고 생각할 수 있다. 각 팀에서 구성원은 통합한다기보다 역할을 구분하여 수행하고 각각 따로 보고서를 제출하게 된다.

#### 융합과학기술의 예시
지구온난화를 그 예시로 들 수 있다. 지구온난화를 줄이기 위한 연구는 여러 학문 분야에서 독자적으로 진행되었다. 자연과학 분야에서는 온실가스 저감기술을 개발하기 위한 기술적인 연구가, 사회과학 분야에서는 온실가스를 저감하기 위한 정책개발과 관련된 연구가 이루어지고 있다. 뿐만 아니라 경제학계에서도 지구온난화에 따른 각종 영향 분석, 지구온난화를 막기 위해 제시되고 있는 여러 기술들에 대한 비용-편익분석 등 그 가치와 비용에 대한 연구가 진행되고 있다. 이와 같이 지구온난화의 억제라는 주제를 서로 다른 분야가 각각 연구하고 각각의 분야를 유지하여 결과를 내는 것이 융합과학기술의 예시라고 할 수 있다.
스마트폰은 여러 가지 과학적 원리와 그 원리들을 담아낼 기술, 사람들이 쓰기 편하도록 만들어진 디자인 등이 융합되어 만들어진 결과물이다.

### 학제간 과학
학제간 과학에 대한 정의는 학자들 사이에 큰 차이가 있으며 그 기준이 모호하여 논란의 여지가 있다. 여러 정의들 중, 핀란드 아카데미에서 학제간 연구의 의미를 다른 개념들과 비교를 통해 상세히 제시했다. 학제간 연구는 복잡한 이슈와 질문에 대해 각각의 학문적 데이터, 방법, 개념, 이론 등을 통합한 연구이다. 이는 물방울과 같은 원리이다. 작은 물방울 여러 개가 합쳐지면 좀 더 큰 물방울 하나가 탄생하는 것과 같이 고유의 과학기술분야가 통합되어 하나의 융합된 분야가 탄생되는 것이다. 단순한 부분의 합이 아니며 각각의 분야가 함께 팀을 이루어 단일학문의 범위를 벗어나는 주제에 대한 통합적인 연구라는 점에서 융합과학기술과 다르다. 융합과학기술이 서로 다른 분야가 병렬적으로 만나 융합되어 연구하고 다시 각각의 고유성이 사라지지 않는 것에 비해 학제간 과학은 완전히 통합하여 연구가 이루어지기 때문이다.

#### 학제간 과학의 예시
- 베를린 팀의 우라늄 핵분열 발견[6]

당시에는 파리에 이렌 퀴리를 중심으로 하는 연구팀과 로마에 엔리코 페르미 연구팀이 있었지만, 그들은 모두 물리학자들로만 구성되어 있었다. 하지만 베를린 팀은 방사화학자 오토 한, 물리학자 리제 마이트너, 분석화학자 슈트라스만으로 이루어진 완벽한 학제간 연구팀이었다.
먼저 팀장인 오토 한은 유기화학자 출신이었지만 1901년 박사학위를 마치고 병역을 마친 후, 비활성 기체의 연구로 유명하던 영국의 윌리엄 램지 연구실에서 공부하게 되었다. 방사능에 관심있던 램지가 오토 한에게 퀴리의 방법을 이용하여 바륨염으로부터 라듐을 추출하라는 부탁을 받고 연구를 하다가 방사토륨을 발견하게 되었다. 이를 계기로 하여 방사화학으로 길을 바꾼 오토 한은 1905년 9월 몬트리올의 맥길 대학에 있던 러더퍼드를 찾아갔다. 이곳에서도 그는 방사악티늄을 발견해냈다. 1906년 가을 베를린의 에밀 피셔 연구실에서 일하게 된 그는 메조토륨을 분리해내는 등 방사화학 분야에서 계속 좋은 연구 업적을 냈다. 1910년에 베를린 대학 화학과 교수가 된 그는 여러 물리학자들과 교류하였는데 그 중 한 명이 리제 마이트너였다.
1907년부터 평생 이어진 화학자 오토 한과 물리학자 리제 마이트너의 공동 연구는 결국 우라늄 핵분열 발견을 이뤄낸다. 우라늄을 변환시키는 실험 과정에서 새로 생성되는 원소의 분석을 위해 그들이 찾은 분석화학자가 바로 슈트라스만이었다. 실험에서 나타나는 원소들은 같은 족에 속해 있어 화학적 성질이 매우 비슷했기 때문에 꼼꼼한 분석화학자가 꼭 필요했다. 파리 연구팀과 로마 연구팀에 이러한 분석화학자가 없었다는 점은 큰 약점으로 작용했다. 파리 연구소의 이렌 퀴리와 사비치는 우라늄에 중성자를 쏘아 새로운 방사성 물질을 발견했으나 분석화학자의 부재로 어떤 물질인지 알아내지 못했고 결국 베를린 연구팀이 분석하는 과정에서 우라늄의 핵분열을 발견하게 된 것이다.
- MIT 미디어랩

MIT 미디어랩은 현재 존재하는 세계적인 학제간 연구기관이다. 이 기관은 공학에 예술과 인문학 등 이질적인 학문을 접목시킨 연구기관으로 ‘상상력을 발전시킨다’ 라는 목표를 가진다. MIT 미디어랩은 교수진 40여 명과 석박사 과정 학생 120여 명으로 구성된 작은 연구소지만 세계 모든 어린이를 위한 100달러 미만의 컴퓨터, 스스로 생각하는 인공지능 로봇, 옷처럼 입을 수 있는 컴퓨터 등 다양한 기술을 만들어 왔다. 또한, 사람들과 대화하는 로봇이 사람의 눈을 뚫어져라 보지 않고 한눈을 팔게 만들고, 허공에서 손짓만으로 컴퓨터를 제어하는 기술을 만드는 등 자연스럽고 창의적인 연구 결과를 내놓았다. 이러한 결과는 다양한 전공의 사람들이 함께 연구한 결과로 나타날 수 있었다.
- 정보를 깊게 다루던 문헌정보학이 확장된 정보과학 – 서울대학교 디지털정보융합과
- 웹 자체에 대한 과학, 공학적 접근을 주창하는 웹 과학
- 컴퓨터 과학/컴퓨터 공학에서 시작하여 다양한 분야로 확장된 인간과 컴퓨터의 상호작용
- 문화 및 예술과 접합한 경우 – KAIST 문화기술대학원, 서울대학교 정보문화학 연합전공[8]

### 통섭
통섭 (한자統攝, 영어consilience)은 "지식의 통합"이라고 부르기도 하며 자연과학과 인문학, 사회과학을 연결하고자 하는 통합 학문 이론이다. 설명의 공통기반을 만들기 위해 분야를 가로지르는 사실들과 사실에 기반을 둔 이론을 연결함으로써 지식을 통합하는 것으로 설명되며 이러한 생각은 우주의 본질적 질서를 논리적 성찰을 통해 이해하고자 하는 고대 그리스의 사상에 뿌리를 두고 있다. 자연과학과 인문학의 두 관점은 그리스시대에는 하나였으나, 르네상스 이후부터 점차 분화되어 현재에 이른다. 한편 통섭 이론의 연구 방향의 반대로, 전체를 각각의 부분으로 나누어 연구하는 환원주의도 있다.

#### 어원과 뜻
Consilience이라는 단어는 1840년에 윌리엄 휴얼이 쓴 귀납적 과학의 철학이라는 책에서 처음으로 등장한다. 이 말은 라틴어 ‘consiliere’에서 온 것으로, 여기서 ‘con-’은 ‘함께’라는 뜻을 갖고있고 ‘salire’는 ‘뛰어오르다’, ‘뛰어넘다’의 뜻을 가지고 있다. 이를 합하면 ‘더불어 넘나듦’으로 풀어서 설명하면 ‘서로 다른 현상들로부터 도출되는 귀납들이 서로 일치하거나 정연한 일관성을 보이는 상태’를 의미한다. 휴얼은 "귀납의 통섭은 하나의 사실 집합으로부터 얻어진 하나의 귀납이 다른 사실 집합으로부터 얻어진 또 하나의 귀납과 부합할 때 일어난다. 이러한 통섭은 귀납이 사용된 그 이론이 과연 참인지 아닌지를 가리는 시험이다."라고 하였다.
그 이후 통섭이란 말은 20세기말까지 널리 알려지지 않았으나 최근 에드워드 오스본 윌슨의 1998년 저서 《통섭, 지식의 대통합》을 통해 다시 알려지기 시작했다. 이때부터 지금과 같은 의미의 통섭이라는 말이 널리 사용되게 되었다. 한국에서는 이를 윌슨의 제자인 이화여대 최재천 교수가 처음으로 ‘통섭 (한자: 統攝)’으로 번역하였는데 이는 ‘사물에 널리 통함’이라는 뜻을 가진 ‘통섭(通涉)’과는 다르며 불교와 성리학에 흔히 사용되는 용어로 ‘큰 줄기를 잡다’라는 뜻을 가진다.

#### 융합적 통섭과 환원주의적 통섭
- 융합적 통섭

휴얼은 귀납적 과학의 철학 보다 3년 먼저 저술한 그의 저서 귀납적 과학의 역사에서 과학을 강에 비유하였다. 그는 여러 갈래의 냇물들이 모여서 강을 이루듯이 먼저 밝혀진 진리들은 시간이 흐르면서 하나둘씩 합쳐져서 결국 하나의 강령에 포함될 뿐 그 어느 것도 다른 것으로는 환원되지 않는다고 설명하였다. 냇물이 강으로 환원되지 않는 진리가 환원되는 것이 아니라 다른 진리들과 합류된다는 개념이다. 하지만 이와 같은 휴얼의 설명은 ‘돌아오지 않는 강’이라는 비난을 받는다.
- 환원주의적 통섭

윌슨은 ‘통섭, 지식의 대통합’이라는 책에서 환원주의적 통섭의 개념을 제시한다. 태생적으로 환원주의는 통섭과 상반되는 개념이기는 하나, 윌슨은 기본적으로 환원주의적인 입장을 부인하지는 않는다. 환원주의를 통섭적인 연구를 하기 위한 하나의 방법론으로 삼은 것이다. 이러한 윌슨의 환원주의적 통섭은 나무에 비유된다. 나무는 가운데 줄기를 두고 위로는 여러 갈래의 가지를 뻗어 나가고 땅 속으로는 많은 뿌리로 갈라져 있다. 줄기가 뿌리와 가지를 연결하듯이, 눈에 보이는 현상들을 관찰하고 기술하는 학문들과 눈에 보이지 않는 부분을 측정하고 이론화하는 학문들이 상호 영향적인 통섭을 이루어 내는 것이다.

#### 융합과학과 통섭
현재 시점에서 ‘융합’이라는 개념은 통일되어 정착되어 정의한바가 없다. 미국이나 유럽에서는 융합의 개념보다는 기술의 수렴과 학제적 연구의 개념에 초점을 맞추고 있다. 현재 한국에서 통용되고 있는 융합과학의 개념은 이보다는 더 많은 개념을 포괄하고 있다. 한국에서의 융합과학은 기술의 수렴에 대한 한국적인 해석과 최재천, 장대익교수에 의해 국내에 들어오게 된 통섭의 개념과 추가적으로 융합에 대한 일반인들의 상식적이고 직관적인 이해를 포함하고 있다. 때문에 국내에서 융합은 쓰임에 따라 조금씩 의미에 차이를 보이지만 일반적으로 통용되고 있다. 특히나 통섭의 경우, 서구의 다른 국가들에서는 부각되지 않았던 학문 간의 융합의 한 면모이다. 통합은 서구에서 통용되는 기술 간의 수렴보다 더 넓은 인문학, 사회과학과 과학 및 과학기술의 융합의 개념을 포함한다. 통섭은 좁은 의미에서의 융합에서는 포함되지 않으나 넓은 의미의 융합에는 포함되는 개념이라고 할 수 있다.

## 융합과학의 역사

### 르네상스와 그 이전의 과학
고대 그리스 시대부터 16세기 이전의 르네상스 시대까지만 해도 지금과 같은 학문 분류 체계가 존재하지 않았다. 당시 사람들은 자연 현상이나 인간 현상들은 여러 영역으로 나누어 접근하였고 이러한 여러 지식의 영역들은 철학이라는 이름하에 아직 분화되지 않은 채로 존재하였다.
고대 그리스의 과학은 과학보다는 자연철학이라는 용어로 더 잘 표현이 된다. 탈레스, 엠페도클레스, 데모크리토스와 같은 철학자들은 세상을 근본적인 한 가지 혹은 몇 가지의 개념들로 설명 할 수 있다고 생각하였다. 실제로 탈레스는 만물의 근원은 물이라고 주장하였으며 엠페도클레스는 만물은 물, 불, 흙, 공기와 에테르의 5원소의 혼합으로 만들어진다고 주장하였다. 데모크리토스는 세상의 모든 것은 원자로 이루어져있다는 고대 원자론을 주장하였다. 이와 같은 고대 그리스 철학자들의 생각은 학문들이 분화되기 이전의 특징을 잘 보여주고 있다. 이와 같은 생각은 후에 과학적, 수학적 그리고 철학적 연구의 기초가 되었다.
또한 고대 그리스의 철학이 중요한 까닭은 이 시기의 사상이 우주의 본질적 질서를 논리적 성찰하고자 하기 때문이다. 인문학과 사회과학, 과학의 구분이 없었던 당시의 이러한 사상은 후에 융합과학의 바탕이 된다.
그 이후의 중세 유럽의 과학이나 르네상스 시대 까지만 해도 당시의 전형적인 학자들은 지금의 관점으로 분류한 거의 모든 학문에 걸쳐 전문적인 지식수준을 가지고 갖추고 있었다. 그 예로 레오나르도 다빈치는 조각, 건축, 해부학, 식물학, 천문학, 지리학, 음악 외에도 도시 계획과 발명 등에 능통했다.

### 16세기 이후의 근대 과학
16세기 이후로 지식은 쪼개지기 시작하였다. 점차적으로 학문의 각 영역들이 그것의 고유한 탐구 대상과 원리를 가지고 있다고 판단되었다. 이로 인해 구체적으로 나뉘지 않았던 학문들이 점차 다른 영역들과는 독립적인 탐구와 설명이 가능하다고 여겨졌고, 이로 인해 학문의 구분이 생기기 시작했다. 이와 같은 추세는 환원주의의 영향으로 더욱 가속화되었으며 엄청난 양의 지식의 발굴에 기여를 했다.
학문의 구분이 시작이 된 16세기 이후에도 지적인 통일을 향한 비전이 존재 하였다. 17~18세기의 계몽사상은 인간의 지성 혹은 이성의 힘으로 자연과 인간관계, 사회와 정치문제를 객관적으로 관찰해서 보편적이며 자명한 진리를 발견하고 낙관적으로 발전시킬 수 있다고 보았다. 또한 18세기 뉴턴의 등장 이후 과학의 방법 이론이 가다듬어져서 학문의 여러 영역들이 뉴턴 과학이라는 체제하에 하나의 통일된 틀 융합 가능성을 보였다. 그 이후 20세기 초에는 오스트리아의 빈 학파의 논리실증주의자들을 중심으로 전개된 통일 과학 운동이 있었다. 하지만 20세기 전반까지 일반적인 학문 추세는 융합과 수렴보다는 세분화와 전문화의 경향을 보인다.

### 현대과학
근대에서 현대로 넘어오면서 과학은 서서히 융합되기 시작하였다. 20세기 말에서 21세기에는 본격적으로 학문간의 통합의 개념이 시작되었다. 서로 별개라고 여겨졌던 다양한 학문들간에 물리적, 개념적으로 공통 법칙들이 존재한다는 사실이 발견되었고 이는 학문간의 연계를 가져왔다. 또한 과학혁명 이후로 시작된 과학과 기술간의 융합이 현대에 들어서 유기화학과 같은 과학과 기술이 융합된 새로운 학문의 탄생을 이끌었다. 이로써 과학의 발달은 새로운 국면으로 접어들었다.
20세기 중후반에 생화학, 분자생물학, 진화의학, 계산언어학, 메카트로닉스가 등장하였다. 디지털 컴퓨터와 인공지능이 출현하였고 인지과학 분야가 형성되었다. 또한 디지털 문화가 급격히 발생, 성장하였다. 마이크로와 나노 수준의 물질세계에 대한 연구가 부각되었고 이는 유전자 연구 및 생명과학, 복잡계 이론과 함께 발전, 융합을 거듭하였다. 로보틱스에 관한 연구 또한 발전하였다. 이와같은 학문의 발달은 학문간의 융합이 없이는 불가능 하였고 그 이전까지 진행되었던 세분화의 경향을 넘어서며 학문 간의 융합이 이루어지기 시작하였다.
이러한 추세는 세계 각국의 과학기술 정책 변화와 과학 재단의 변화를 일으켰다. 미국 국립 과학재단이 나노 과학자들을 중심으로 미래 과학기술의 틀을 모색할 초기 단계에서 융합의 개념에 도달하였다. 미국에서는 일차적으로 'GRIN'(유전학(Genetic), 로보틱스(Robotics), 정보과학(Information Science), 나노공학(Nano technology))의 틀을 제시하였다. 이후 2001년 말에 유전학이 생명공학으로 범위가 확장되었고 로보틱스가 정보과학에 포함이 되었다. 또 그 후 인지과학이 추가되어서 마침내 2002년 NBIC(나노공학(Nano technology), 생명공학(Biotechnology), 정보과학(Information Science), 인지과학(Cognitive Science)) 융합과학기술의 틀이 완정되었다.
이후 유럽공동체가 2004년 CTEKS(유럽지식사회를 위한 융합과학기술; Converging Technologies for the European Knowledge Society)를 제시하였다. 유럽이 제시한 융합과학기술의 틀은 인문학과 사회과학의 응용분야를 공학 분야와 융합시켜 사회적 테크놀로지를 강조하였다.

## 융합과학의 연구 동향

### 해외융합과학의 연구동향

#### 미국 융합과학의 연구동향
미래 융합과학기술의 틀은 미국 국립 과학재단에서 제시되었다. 미국 국립 과학재단은 2002년, NBIC 수렴과학기술을 제시했다. NBIC는 나노과학기술, 생명과학기술, 정보과학기술, 인지과학기술의 줄임말로 이 네 가지의 서로 다른 과학기술 분야가 서로 상호작용하여 하나로 융합된 과학기술분야로 재탄생된다는 것을 의미한다. 미국은 물질중심으로 융합된 과학을 연구하던 이전에 비해 인지과학을 추가하여 융합과학기술의 개념을 확장했다. 이들의 융합으로 미래 과학기술의 궁극적 목표는 획기적인 발견이나 인간의 장수가 아닌 일상적인 인간 삶의 증진이다. 인간 삶의 증진은 보통 인간의 삶에서 작업의 효율성 및 학습의 효율성 개선, 개인 감각 및 인지 능력의 강화, 개인간․ 집단간 커뮤니케이션 기술 및 효율성 증진, 개인과 집단의 창의성 향상, 뇌 상호작용을 통한 커뮤니케이션 기술의 향상 등을 포함한다. 21세기 과학은 대부분 미국에서 제시한 방향을 바탕으로 구분되며 특정 영역이 홀로 진행하는 것이 아니라 수렴되고 학제적이며 통합적인 관점으로 진행되고 있다.
미국의 국립공학학술원이 제시한 미래 공학의 대 도전 4주제는 다음과 같다.
1. 인류 생존, 존속: 태양열 활동, 지구 온난화 대책 등
2. 생명 의학적 연구
3. 취약성 축소: 안전한 사이버공간, 핵 테러 방지
4. 삶의 즐거움 증진: 인간 자신에 대한 지식과 기능의 향상

또한, 미국 공학원이 제시한 13개의 대도전은 다음과 같다.
1. 환경적 태양 에너지 만들기
2. 융합 에너지 만들기
3. 탄소 제거 방법 개발하기
4. 질소 순환 다루기
5. 깨끗한 물 얻는 방법 개발하기
6. 도시의 구조 재건 및 개선하기
7. 더 좋은 약 개발하기
8. 뇌의 역-기술 연구하기
9. 핵 테러 막기
10. 사이버공간 안전하기 만들기
11. 생생한 현실감 증진시키기
12. 개별적 지식의 증진
13. 과학적 발견에 대한 방법들 개선

#### 캐나다 융합과학의 연구동향
캐나다의 융합과학기술은 캐나다 국방성에서 제시되었으며 미국의 NBIC 융합과학기술의 틀을 거의 그대로 따른다. 그러나 네 가지 분야의 고른 융합으로 인간 삶의 증진을 목표로 하는 미국과 달리 나노 과학기술 중심으로 특정한 목표와 응용이 규정되지 않았다는 특징을 가진다. 이는 미래 과학기술의 목표를 인간 삶의 증진으로 보았을 때, 아직 목표의 참뜻을 이루지 못했다고 평가될 수 있다.

#### 유럽공동체 융합과학의 동향
유럽의 융합과학은 CTEKS로 불린다. 이는 유럽의 지식사회를 위한 융합과학의 줄임말로 나노과학, 생명과학, 정보과학, 인지과학, 사회과학, 인류학, 철학, 지리학, 환경과학, 거시-미시세계의 보다 폭넓은 융합을 다룬다. 특히, 유럽공동체의 융합과학은 미국이 제시한 NBIC 융합과학기술에 사회과학적인 측면을 더하였으며 이러한 면을 강조한다. 즉, 지리학, 환경과학, 철학 등 사회 과학기술을 추가하여 융합과학기술의 개념을 더 확장시켰다. 앞으로 미래 사회는 사회학, 동물생태학, 언어학, 경제학, 정치학, 조직행동학과 같은 사회적인 측면과 테크놀로지디자인과학, 인간공학, 생물공학과 같은 공학적인 측면이 더욱 더 강조될 것으로 보인다.

### 대한민국 융합과학의 연구동향
2008년 3월, 삼성경제연구소에서는 CEO 정보에 새 자료에 국가가 주도해야 할 6대 미래기술을 발표했다. 이는 지능형 인프라 구축, 바이오 제약, 청정에너지, 군사용 로봇, 나노소재, 인지과학으로 해외 융합과학기술에 포함되는 과학기술을 모두 포함하고 있음을 보여준다. 국내에도 융합과학기술이 발달되고 있다.
한국연구재단은 현재까지 총 2009년 12월 3일을 시작으로 6회의 융합과학 워크숍을 열었다. 융합과학 워크숍은 김빛내리 교수의 특별강연, 융합과학 분야 첫 국가과학자로 선정된 남홍길 교수의 발표, 창의연구단장 우응제 교수, 젊은과학자상을 수상한 조광현 교수의 발표를 비롯해 여러 교수들이 참가하여 융합과학의 트렌드를 공유하고 보다 창조적인 융합 연구의 기반을 닦기 위해 열렸다. 실제로 융합과학 워크숍은 많고 다양한 과학자들이 융합과학에 대해 발표하고 의견을 나누는 큰 장이 되었다. 각각의 워크숍은 소통과 융합, 신체와 정신, 융합과학 논문 경쟁력 강화, 예술문화와 과학기술의 만남, 자연과학과 인문과학의 만남 2010년도 융합과학 트렌드를 주제로 하여 국립과천과학관, 대덕연구개발특구의 한국연구재단 연구관 등에서 개최하였다.
주요 대학의 학문융합 추진 현황은 다음과 같다.
1. 고려대학교 : 2004년 교과과정 개편 통해 연계전공 실시. 학부생 이중전공 의무화
2. 연세대학교 : 신촌캠퍼스에 융복합 프로그램 개설. 송도캠퍼스(2010년 개교 예정) 융복합 관련 연구소 개설 예정
3. 이화여자대학교 : 5월 학문융합 전담 스크랜튼 대학 설립(문화연구, 디지털인문학, 사회과학심화,생명과 과학기술 4개 분야). 통섭원 개설. 파주 새 캠퍼스 화두를 ‘학문 융합’으로 결정
4. 서울대학교 : 2008년 경기 수원 광교신도시 차세대융합기술연구원 내 범학문통합연구소 개설 (장기발전계획) 학문융합분야 참여 교수나 연구원 인사 고과 반영, 세계적 수준의 융합분야 연구소 설립 추진[28]

## 융합과학의 한계점과 조건
융합과학은 복잡한 여러 현상들을 설명하기 위해 반드시 필요하며 현대 과학의 트렌드이다. 하지만 융합과학 연구에 한계점이 존재한다. 융합과학으로 등록해야 더 많은 지원비가 나오는 것을 악용하여 융합과학으로 등록한 후, 각자 연구하고 교류하지 않는 등의 일이 일어나기 때문이다. 또한 서로 다른 분야이기 때문에 협동하는 과정에서 의견 충돌이 생기는 경우가 있고, 자신의 분야에 대해 상대방보다 높은 위치에 있다는 생각을 함으로써 상호 간의 존중을 지키지 않는 경우가 있다. 따라서 융합과학이 제대로 이루어지기 위해서는 여러 가지 조건이 필요하다. 먼저, 각 분야에 대한 전문성이 확보되어야 한다. 한 분야의 전문가가 아닌 사람들이 모이면 더 나은 단계로 발전시키지 못하고 단순히 밥과 반찬을 섞은 비빔밥과 같은 결과가 나올 수 있다. 또한, 전문가들 각각이 그들의 목표에 관심을 가져야 하며 서로에 대한 강한 신뢰가 필요하다. 서로의 분야가 다르기 때문에 용어나 접근 방법이 다를 수 있다. 따라서 서로에 대한 강한 신뢰를 바탕으로 융합과학은 그 빛을 발할 수 있게 될 것이다.

## 같이 보기
- 학제간 연구

## 참고 문헌
- 존 브록만 엮음, 안인희 옮김, 과학의 최전선에서 인문학을 만나다, 도서출판 소소, 2004
- 이정모 지음, 인지과학 학문간 융합의 원리와 응용, 성균관 대학교 출판부, 2010
- 에드워드 윌슨 지음, 장대익, 최재천 옮김, 통섭, 사이언스북스, 2005